# 尾竹橋

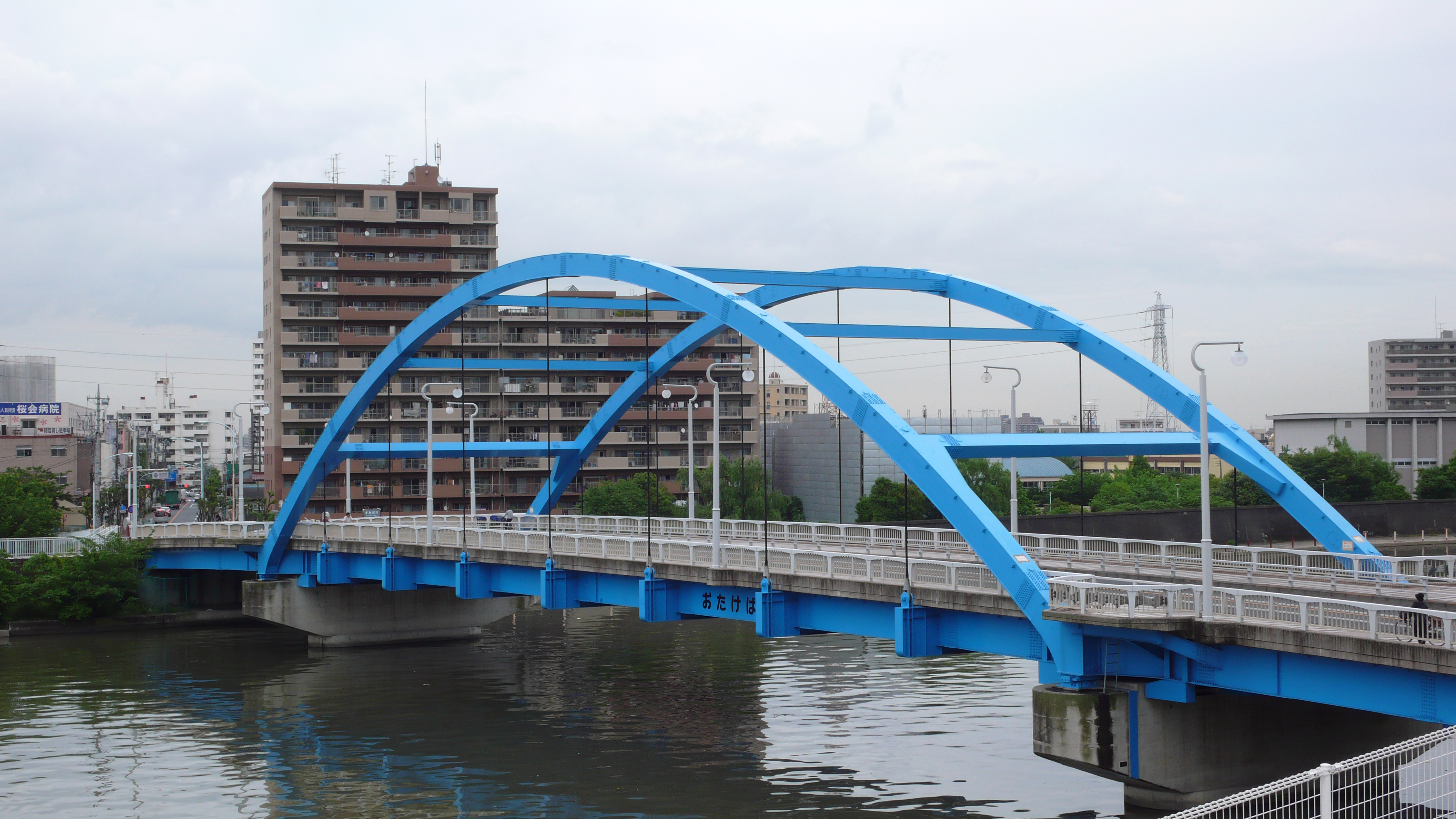
東京都荒川区から。（2008年5月）

尾竹橋（おたけばし）は、隅田川にかかる橋で尾竹橋通り（東京都道313号上野尾竹橋線）を通す。南岸は荒川区町屋六丁目と七丁目を分かち、北岸は足立区千住桜木二丁目。橋名はこの場所の足立区側にあった「尾竹の渡し」の名に因む。尾竹の渡しは元来お茶屋の渡しと呼ばれていたが、茶屋に「おたけさん」という女性がいたことから呼ばれたとされている。
付近は千住や西新井大師への渡船場として栄えてきた場所であり、昭和9年3月に関東大震災後の復興事業の一環として計画、架橋された。当時の橋は長さ132m、幅10.2mで、当時最新の5径間突桁式上路鋼鈑桁橋、いわゆるゲルバー桁橋であった。
太平洋戦争中には金属供出によって高覧が撤去されるなどしたが、無事戦災をくぐりぬけ、昭和22年、33年にそれぞれ補修改修工事が行われた記録が残る。「お化け煙突」として有名だった千住火力発電所のたもとにあり、煙突を良く見渡せる場所として写真記録に度々その姿が残る。
交通量の増大と、橋脚の老朽化に伴い、平成4年に現在の橋に改架された。

## 現在の橋の概要
- 種別 - 鋼道路橋
- 形式 - 3径間連続ローゼ桁橋
- 橋長 - 130.3m
- 幅員 - 15.0m
- 竣工 - 平成4年（1992年）
- 事業主体 - 東京都

## 路線バス
- 都営バス
  - 草41 足立梅田町〜放水路土手下〜尾竹橋〜町屋駅〜三河島駅〜鶯谷駅〜中入谷〜浅草寿町
  - 端44 駒込病院〜田端駅〜熊野前〜尾竹橋〜北千住駅

## 隣の橋
- 隅田川

（上流） - 尾久橋 - 隅田川橋梁 - 尾竹橋 - 上水千住水管橋 - 隅田川橋梁 - （下流）